# Franktown
Franktown è un centro abitato (census-designated place) degli Stati Uniti d'America, situato nella contea di Douglas dello stato del Colorado, è individuato a 39°23 ″ N del ′ 25, 104°45 ″ W del ′ 14 (39.390378, -104.753961). Nel censimento del 2000 la popolazione era di 99 abitanti.

## Geografia fisica
Secondo i rilevamenti dell'United States Census Bureau, Franktown si estende su una superficie di 2,2 km².

## Società

### Evoluzione demografica
Il reddito medio per una famiglia è $61.500. Gli uomini hanno un reddito medio di $61.528 contro i $30.139 per le donne. Nessun abitante è sotto la linea di povertà.